# 孙殿英旧宅
孙殿英旧宅是原国民革命军第六军团十二军军长、冀北民军司令、新编第五军军长孙殿英在天津的故居。建于1930年。位于当时的天津英租界的香港道（今和平区睦南道20号至22号），该建筑目前是天津市文物保护单位和特殊保护等级历史风貌建筑,并作为天津五大道近代建筑群的重要组成部分，被中华人民共和国国务院批准为全国重点文物保护单位。现为天津市长芦盐务管理局和天津市长芦盐业总公司。

## 历史

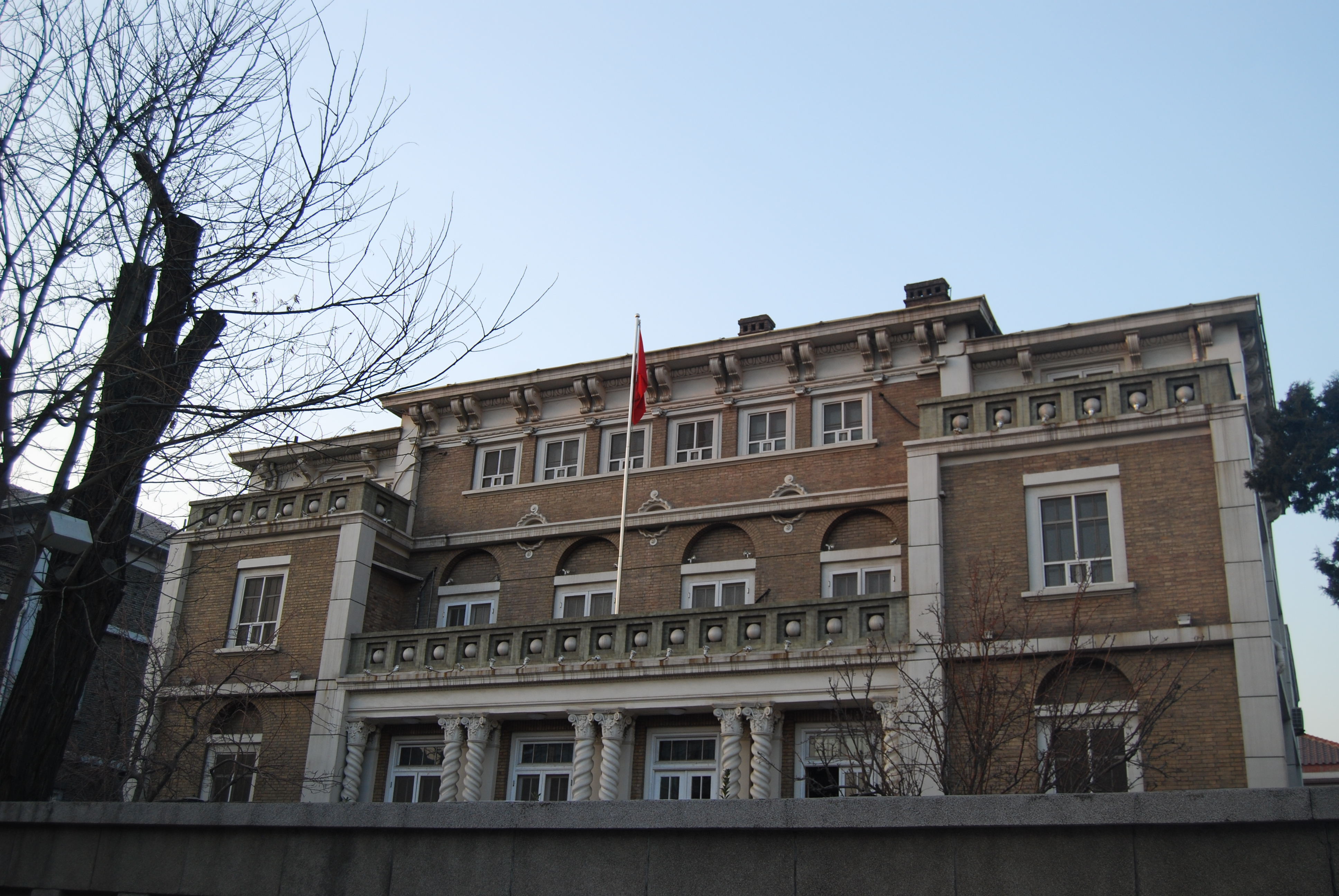

孙殿英的这座宅邸是在1930年，也就是东陵被盗两年后，为其三姨太购买的。但后来该建筑主要充当孙殿英的驻天津办事处。他在这里主要经营珍宝、毒品、军火、贩、假钞票等业务。

## 建筑
孙殿英旧宅为三层砖木结构楼房（设有地下室）。建筑外部造型高大并且错落有致。其中，正面大型露台具有西洋古典风格，上立有四组绞绳式立柱，柱头装有花饰。顶部内外檐采用拱券窗、矩形窗等建筑形式，是一座具有典型的折中主义建筑特征的西洋建筑。

## 内部链接
- 孙殿英